# Адріан (футболіст)
Адріан Сан Мігель дель Кастільйо (ісп. Adrián San Miguel del Castillo, нар. 3 січня 1987, Севілья, Іспанія) — іспанський футболіст, який грає за «Реал Бетіс» на позиції голкіпера.

## Клубна кар'єра

### «Реал Бетіс»
В юності Адріан грав на позиції нападника і вінгера за футбольний клуб «Альтаїр» до 10-річного віку. На позиції голкіпера почав виступати після того як попередній воротар пішов з команди і Адріан зайняв його позицію у рамці воріт. Пізніше він поступив в академію «Реал Бетіса», де отримав освіту і сформувався як футболіст.
Адріан провів свої перші два сезони з третьою командою, а ще п'ять у запасі з чотирма футболістами, які згодом перейшли у дивізіон В, успішно влившись в нові колективи. Він також був відданий в оренду в футбольний клуб «Алькала» у 2008 році і в футбольний клуб «Утрера» у 2009 році. Адріан був переведений у склад першої команди станом на сезон 2011-12 як третій голкіпер, з можливістю отримання позиції запасного голкіпера, але на жаль переніс важку травму хрестоподібної зв'язки у листопаді, яка вивела його з ладу на п'ять з половиною місяців.
Адріан дебютував у Ла Лізі 29 вересня 2012 у матчі проти «Малаги» який його команда програла з рахунком 0-4. Після того, як гравець їхньої команди Касто був видалений за грубе порушення правил на перших хвилинах матчу, він замінив польового гравця Сальвадора Агру і пізніше був визнаний найкращим гравцем матчу. Цьогож сезону 2012-13, 24 листопада у матчі проти «Реал Мадрида», який вони виграли з рахунком 1:0, Адріан був повторно визнаний гравцем матчу. Продовжуючи виступати у складі основної команди він провів 31 матч, в 11 з яких не пропустив жодного гола. Завдяки таким результативним діям голкіпера його клуб закінчив сезон на сьомому місці і вийшов в Лігу Європи.

### «Вест Гем»

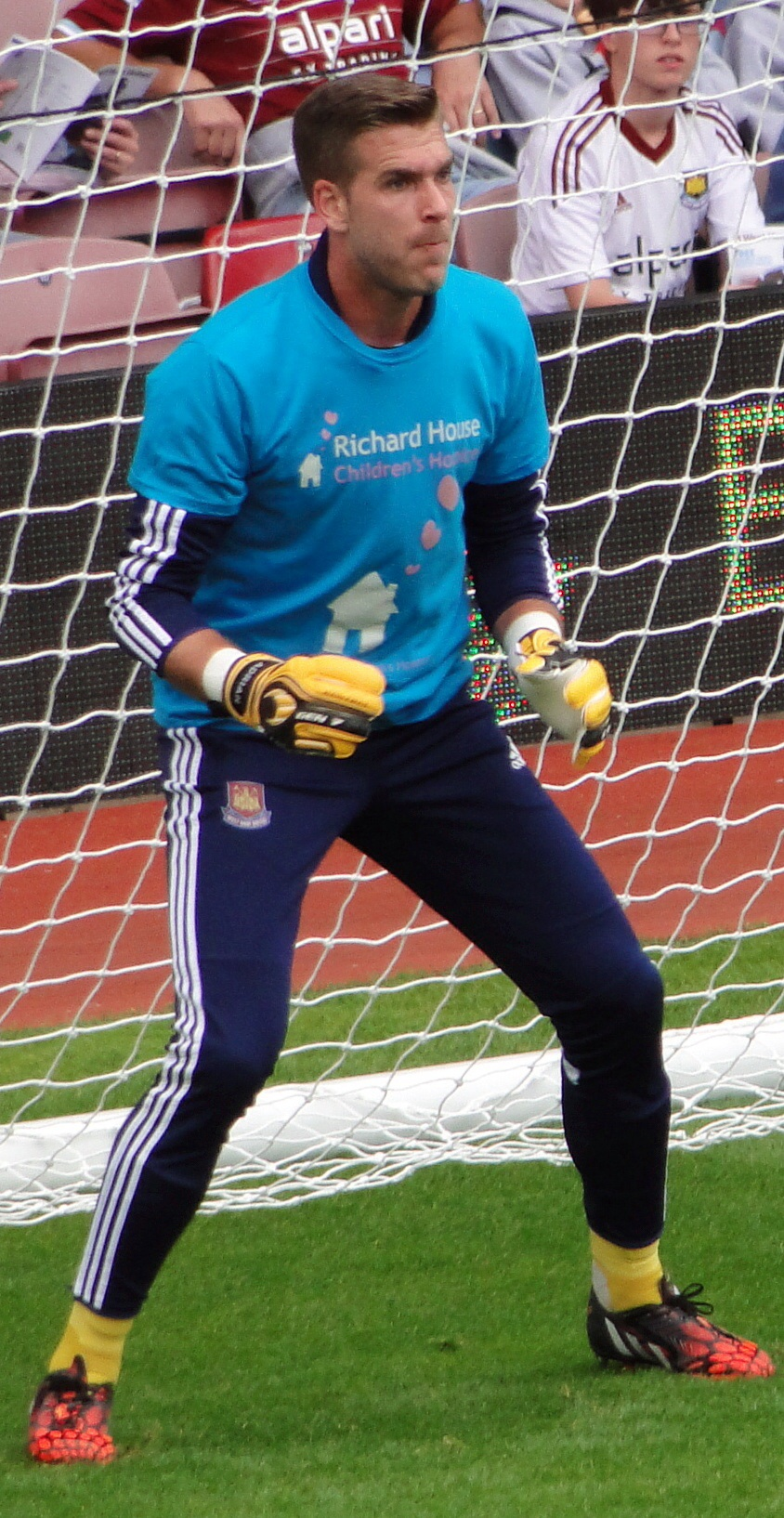
Адріан під час виступів за «Вест Гем». 2014 рік.

Спостерігаючи за грою Адріана у складі «Бетіса», головний тренер «Вест Гема» Сем Еллардайс і тренер воротарського складу Мартін Маргетсон вирішили переконати Адріана приєднатися до їхнього клубу. 5 червня 2013 року було оголошено, що Адріан підпише контракт з клубом на три роки починаючи з 1 липня з можливістю поновлення контракту протягом наступних двох сезонів.
Адріан дебютував у складі «молотів» 27 серпня 2013 у грі за Кубок Ліги в домашньому матчі проти «Челтнем Таун» який вони виграли з рахунком 2-1. Його перший виступ в прем'єр-лізі прийшовся на 21 грудня у матчі проти «Манчестер Юнайтед», який вони програли з рахунком 1-3.
11 січня 2014, Адріан провів свій перший «сухий» матч у прем'єр-лізі. Його команда вдома перемогла «Кардіфф Сіті» з рахунком 2-0. 6 травня він був удостоєний клубної нагороди і здобув перемогу у конкурсі «Найкращий сейв сезону» за неймовірний сейв виконаний лише кінчиками пальців, після «мертвого удару» від Оскара у січневому матчі проти «Челсі». Він також здобув перемогу у конкурсі «Найбільш продуктивний гравець» тієї ж гри, у якій він зумів зберегти свої ворота недоторканними. Адріан був також визнаний «Найкращим трансфером сезону», а також другим найкращим гравцем клубу цього сезону після Марка Нобла. До кінця сезону 2013-14 він став першим голкіпером «Вест Гема», замінивши попередньо чинного Юссі Яаскеляйнена.
У матчі Кубку Англії 13 січня 2015 року, у третьому раунді проти «Евертона», Адріан повторно відбив пенальті, яке виконував Стівен Нейсміт. У післяматчевій серії пенальті Адріан забив переможний гол після того як голкіпер «Евертона» Хоель Роблес не реалізував пенальті і пробив у поперечину. Його команда перемогла у серії пенальті з рахунком 9-8.

### «Ліверпуль»
5 серпня 2019 року стало відомо, що Адріан підписав контракт з «Ліверпулем», як вільний гравець. Він дебютував 9 серпня в Прем'єр-лізі у переможному матчі 4–1 проти «Норвіч Сіті», коли вийшов на заміну на 39-й хвилині, замінивши травмованого Алісона. 15 серпня 2019 року Адріан відбив останнє пенальті Теммі Абрагама у фіналі Суперкубка УЄФА 2019 року, тим самим вигравши для «Ліверпуля» їхній перший трофей сезону 2019/20. Матч закінчився 2-2 (5-4 по пенальті). Цей трофей став першим європейським успіхом іспанського голкіпера.
Через відсутність Аліссона також зіграв у Суперкубку Англії у липні 2022 року проти «Манчестер Сіті», де «Ліверпуль» виграв 3:1. Це був останній матч для іспанця за ліверпульців. Загалом за 5 років у складі «червоних» він провів 26 ігор в усіх турнірах і влітку 2924 року покинув клуб у статусі вільного агента.

### Повернення у «Реал Бетіс»
8 липня 2024 року Адріан повернувся у «Реал Бетіс» після 11 років, уклавши контракт на два сезони.. У новій команді став дублером Руя Сілви, замінивши у цій ролі Клаудіо Браво, що покинув клуб.

## Кар'єра у збірній
У 2013 році Адріан провів матч за невизнану ФІФА збірну Андалусії проти збірної Мадриду (2:1).
26 серпня 2016 року головний тренер національної збірної Іспанії Хулен Лопетегі включив Адріана в заявку на матчі проти Бельгії та Ліхтенштейну. В обох іграх ворота іспанської команди захищав Давід де Хеа, а Адріан провів ці матчі на лаві запасних, так і не дебютувавши за «червону фурію».

## Досягнення
- Володар Суперкубка УЄФА (1): 2019

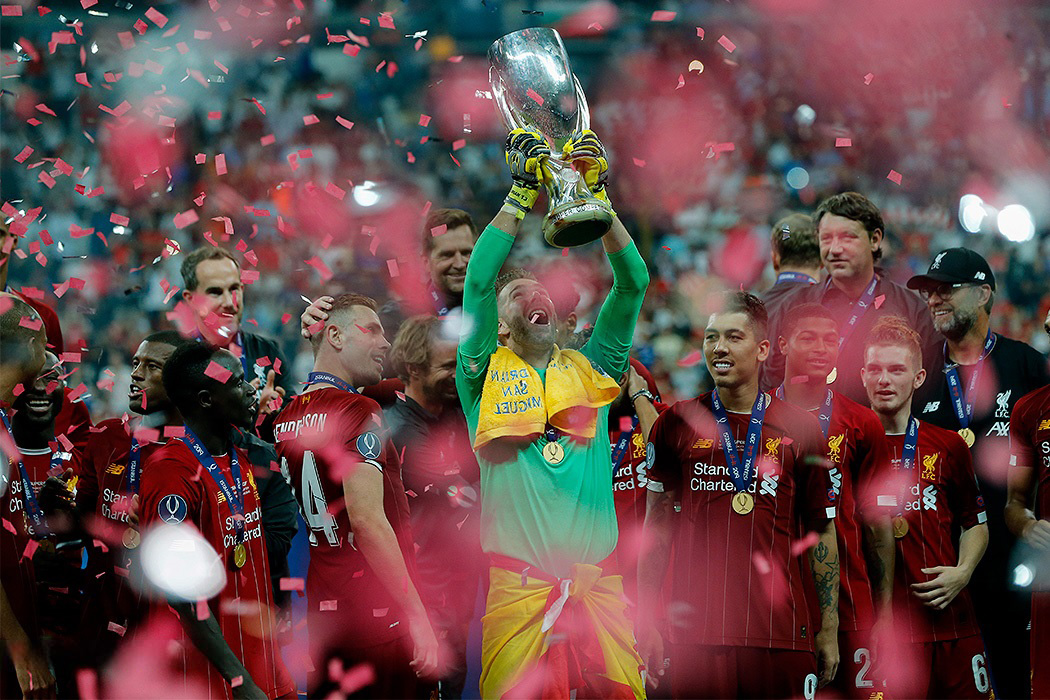
Адріан з трофеєм святкує перемогу у Суперкубку УЄФА 2019 року.

- Чемпіон світу серед клубів (1): 2019
- Чемпіон Англії (1): 2019/20
- Володар Кубка Англії (1): 2021/22
- Володар Кубка Футбольної ліги (2): 2021/22, 2023/24
- Володар Суперкубка Англії (1): 2022